# Алехино (Орловская область)
Але́хино — деревня в Хотынецком районе Орловской области России. Административный центр Алехинского сельского поселения.

## География
Деревня находится на расстоянии 16 км к северо-западу от посёлка городского типа Хотынец, административного центра района, и 64 км к северо-западу от города Орёл, административного центра области.

### Часовой пояс
Деревня Алехино, как и вся Орловская область, находится в часовой зоне МСК (московское время). Смещение применяемого времени относительно UTC составляет +3:00.

## Население
| 2002 | 2010 |
| ---- | ---- |
| 298  | ↘229 |

### Национальный состав
Согласно результатам переписи 2002 года, в национальной структуре населения русские составляли 93 % из 298 чел.